# Alexander Knorr (Ethnologe)
Alexander Knorr (* 1970) ist ein deutscher Ethnologe und Autor, der besonders im Bereich der Cyberanthropologie forscht und lehrt.

## Leben
Knorr studierte Ethnologie, Psychologie und Theaterwissenschaft an der Münchener Universität. Er promovierte im Fach Ethnologie 2002 mit einer Doktorarbeit zum Thema Metatrickster: Burton, Taxil, Gurdjieff, Backhouse, Crowley, Castaneda und erhielt 2009 mit dem Habilitationsprojekt Maxmod – an Ethnography of Cyberculture seine Lehrberechtigung. Er ist seit 2009 Akademischer Oberrat und Privatdozent am Institut für Ethnologie der Ludwig-Maximilians-Universität München.
Mit dem Buch Cyberanthropology untersuchte Knorr die Bedeutung des Internets für die Ethnologie. Andreas Ackermann befand, Knorr habe dabei auf eines der klassischen ethnologischen Themen zurückgegriffen: „den Umgang mit den Dingen, das er aber radikal neu fasst, nämlich im Hinblick auf den Umgang mit den zentralen Technologien der Gegenwart, wie sie sich etwa im Internet, in Computerspielen oder auch den technischen Erweiterungen des menschlichen Körpers niederschlagen“.

## Werke
Monografien
- Metatrickster. Vasa Verlag, München 2004, ISBN 978-3-9809131-6-4
- Cyberanthropology. Peter Hammer Verlag, Wuppertal 2011, ISBN 978-3-7795-0359-0 (deutsch).

Projekt
- 2006: maxmod: online among the gamemodders – the cultural appropriation of information and communication technologies (englisch; online).